# Полтавська губернія

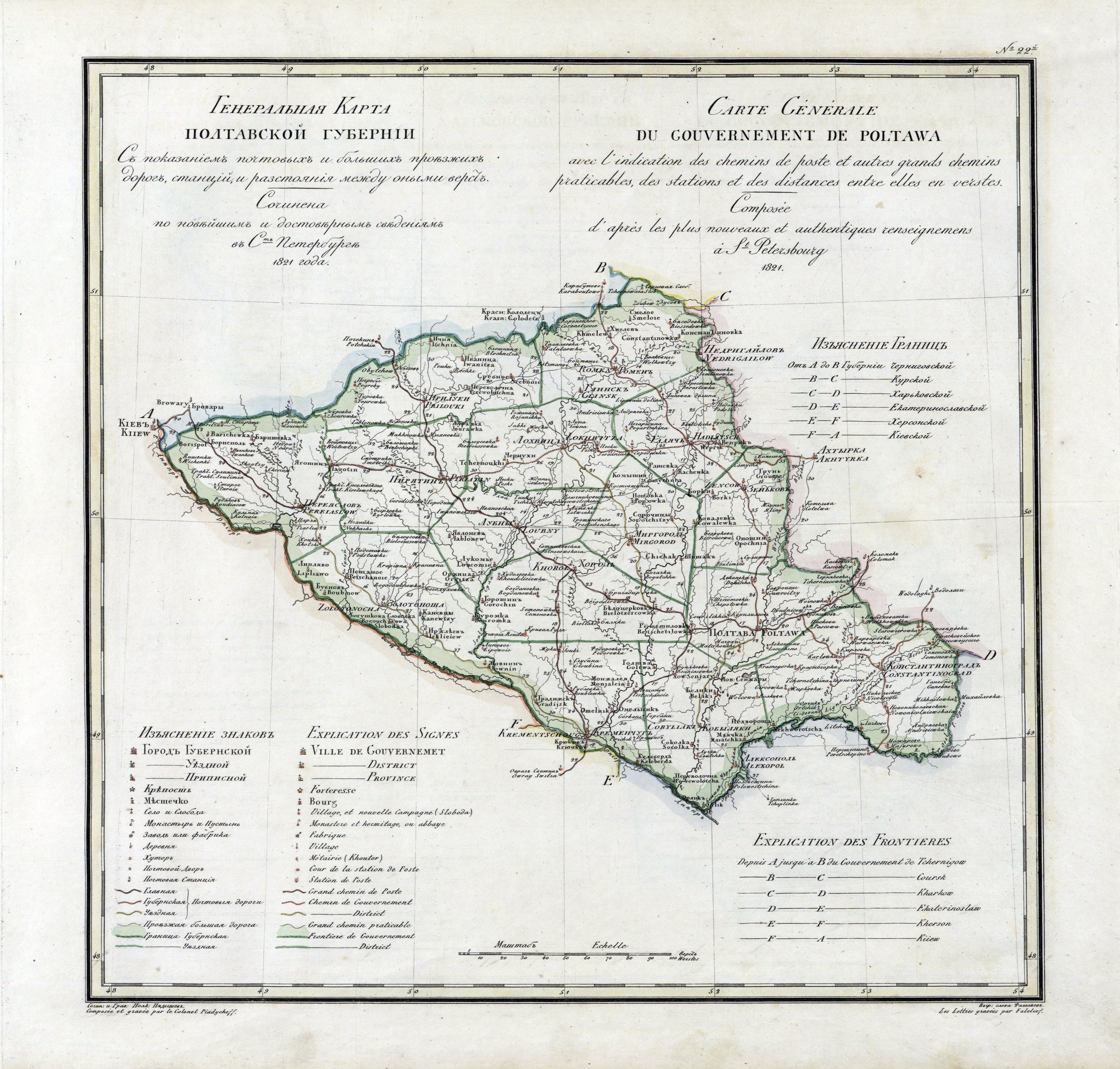
Генеральна карта Полтавської губернії із поділом на повіти, поштовими та значними проїжджими шляхами, станціями та відстанями між ними. Санкт-Петербург, 1821 рік

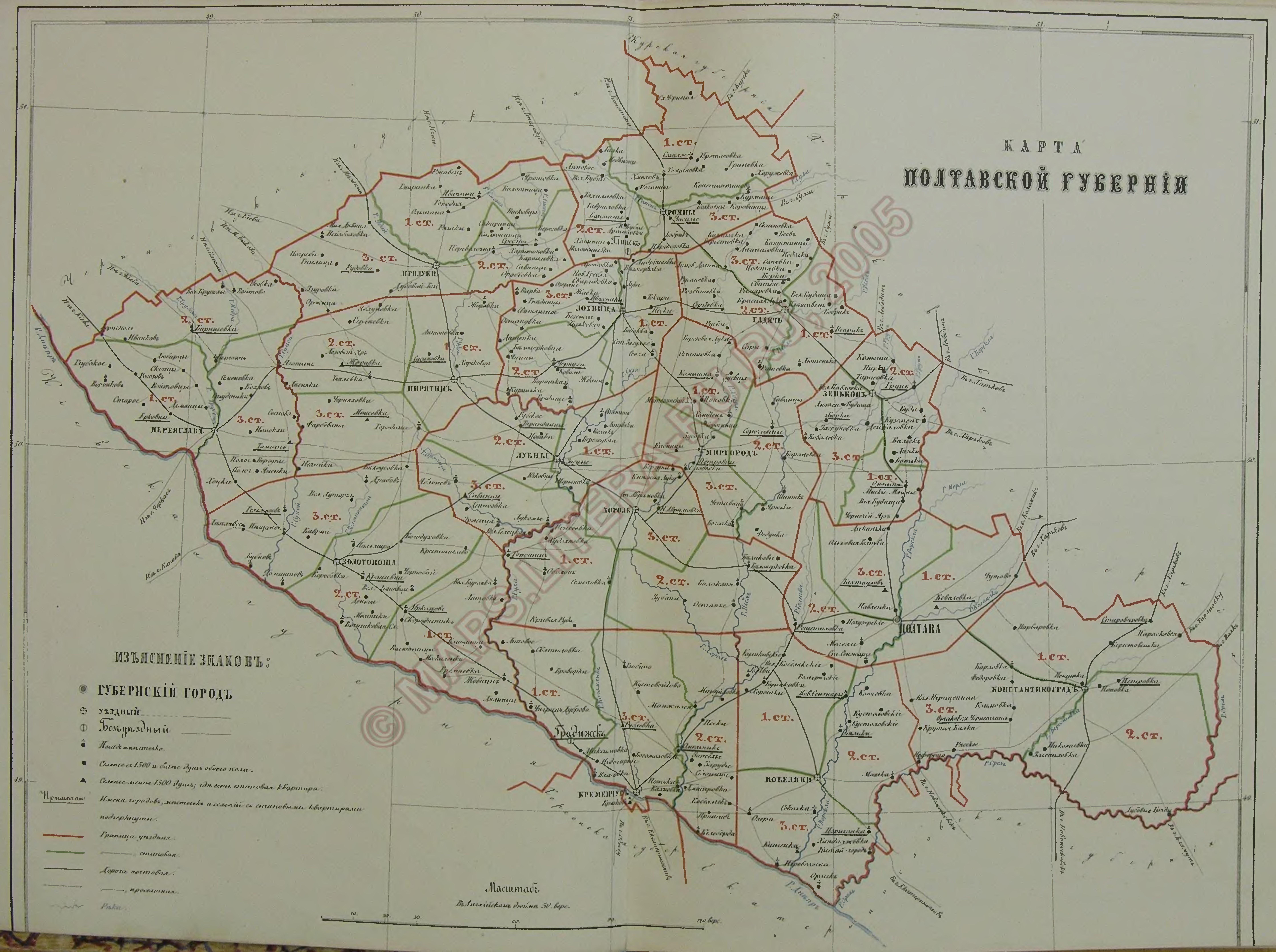
Полтавська губернія з поділом на повіти і стани у 1860-х роках.

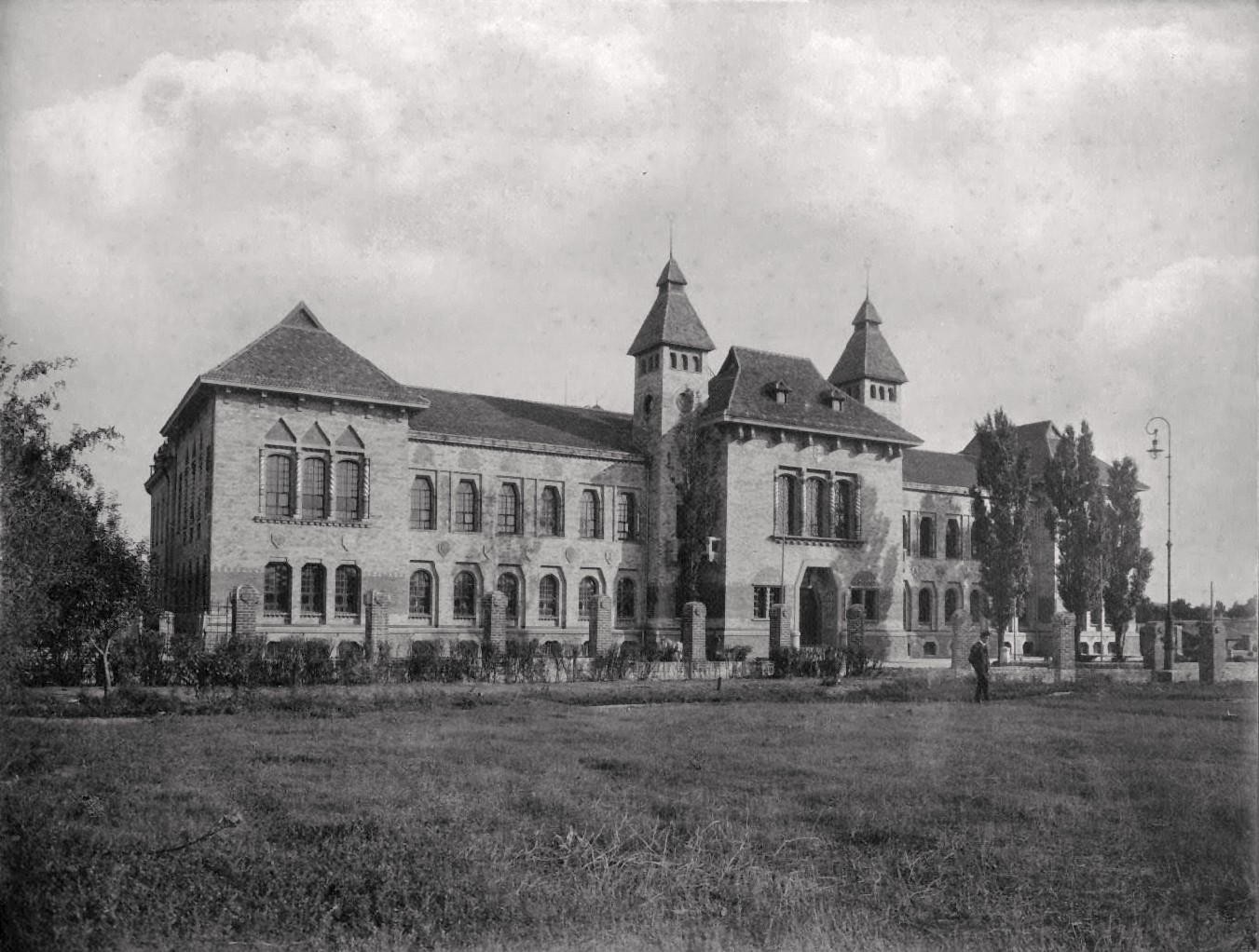
Полтавське губернське земство

49°34′28″ пн. ш. 34°34′07″ сх. д. / 49.574444444444° пн. ш. 34.568611111111° сх. д.
Полта́вська губе́рнія — адміністративно-територіальна одиниця Російської імперії, УНР; Української Держави та Української Соціалістичної Радянської Республіки на Лівобережній Україні на початку XIX — у першій чверті XX століття.
Створена царським указом від 27 лютого 1802 року, за яким Малоросійська губернія була поділена на дві — Полтавську (адміністративний центр — Полтава) і Чернігівську. Урочисте відкриття розпочалося 9 березня 1802 року літургією в Успенському соборі міста Полтави.

## Адміністративно-територіальний поділ

### Повіти
Спершу в складі Полтавської губернії було 10, згодом 12, а з 1803 — 15 повітів:
- Гадяцький,
- Зіньківський (утворений 1803 року),
- Золотоніський,
- Кобеляцький (утворений 1803 року),
- Костянтиноградський,
- Кременчуцький,
- Лохвицький (утворений 1803 року),
- Лубенський,
- Миргородський,
- Переяславський,
- Пирятинський,
- Полтавський,
- Прилуцький,
- Роменський,
- Хорольський.

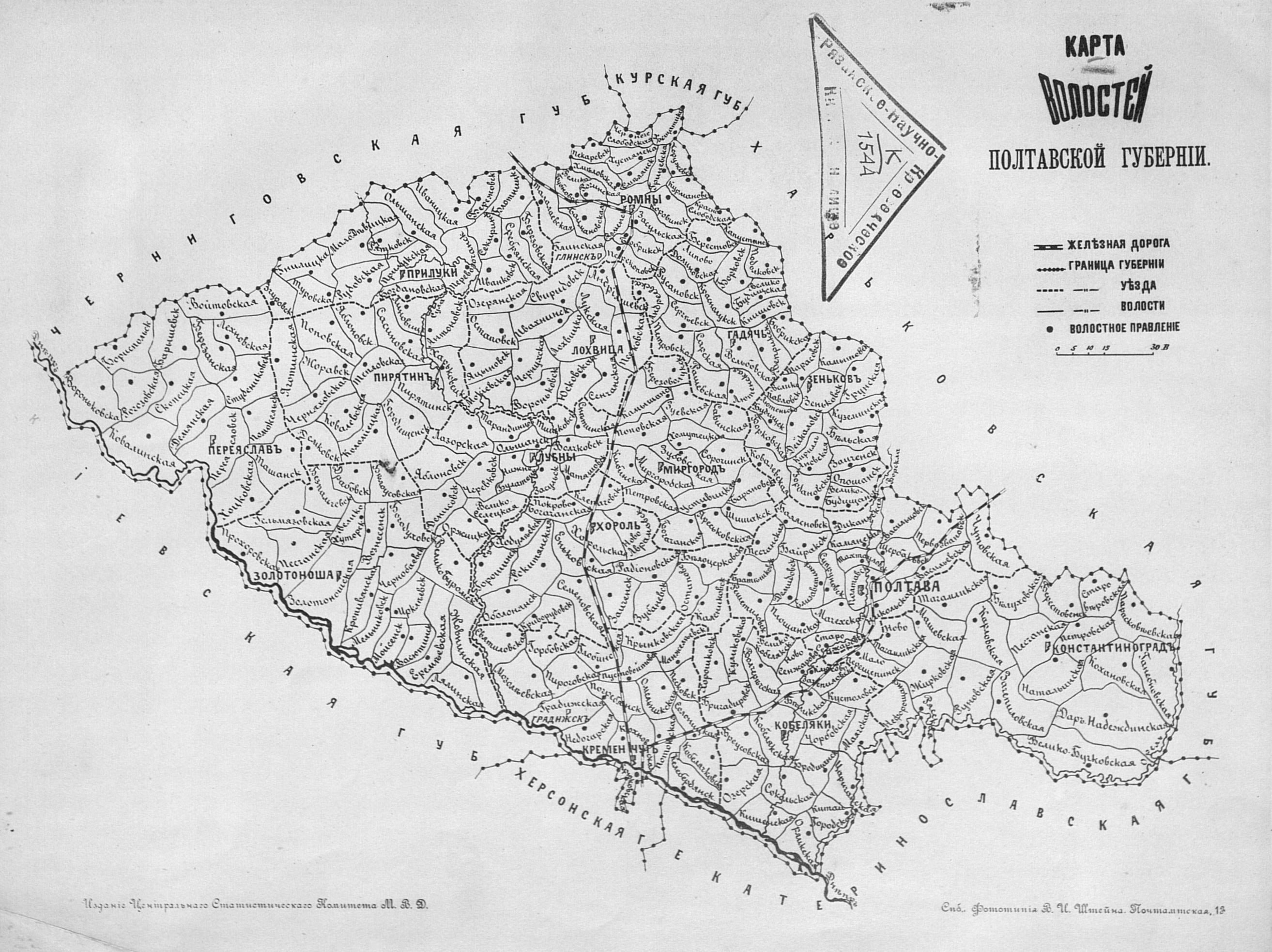
Мапа волостей Полтавської губернії 1890 року

На час утворення губернії тут налічувалося 1 343 029 жителів. За даними 10-ї ревізії (1859) — 1 762 564 жителів, 4518 населених пунктів (260 037 дворів), у тому числі губернське і повітове місто Полтава, 14 повітових і 2 заштатні міста (Градизьк і Глинськ) та посад Крюків.
Межувала Полтавська губернія на півночі з Чернігівською, на північному сході — з Курською та Харківською губерніями, на півдні — з Катеринославською, а з південного заходу р. Дніпро відділяла її від Київської, Херсонської і частково Катеринославської губерній.
Площа — 43 844 кв. версти. Ліси займали 2341 кв. версти (24 854 десятин), орні землі — 31 705, луки — 5229, сади — 303, болота — 960, піски — 570 кв. верст. Головне заняття населення — землеробство і скотарство. Вирощували зернові культури, льон, коноплі, соняшник, тютюн, овочеві культури. Значний прибуток давало вирощування слив. Зокрема, великий попит мали мгарські, маціївські, глинські, сарські, опішнянські, зіньківські, мачуські, комишанські сливи. Важливу галузь господарства становило вирощування великої рогатої худоби, коней, овець, свиней. 1859 року тут налічувалося 233 кінні заводи. Найбільше їх було в Хорольському, Прилуцькому, Костянтиноградському, Кобеляцькому і Роменському повітах, єдним з найвідоміших з них є Дібрівський.
Жителі губернії займалися також чумацтвом, бондарством, гончарством, чинбарством та ін. промислами. Фабрично-заводська промисловість була розвинута слабо. 1859 року діяло 575 підприємств, на яких працювали 15 782 осіб, що виробляли продукції на 6,5 млн крб. Зокрема, діяло 57 селітроварень, 23 винокурні, 21 цукровий, 15 салотопних заводів, 13 тютюнових, 10 вовняних фабрик, 13 чинбарень. Протягом 1862—1896 вартість випуску промислових виробів зросла з 4,1 млн до 23,6 млн крб. На кінець XIX століття в Полтавській губернії діяло 841 підприємство. За Всеросійським переписом 1897 в губернії налічувалося 2 778 151 жителів, у тому числі міського населення — 274 294. Як і раніше, в 1900 губернія ділилася на 15 повітів, 261 волость.
На початку XX століття Полтавщина залишалася аграрною губернією з великим поміщицьким землеволодінням. Через малоземелля селяни змушені були орендувати близько 1 млн десятин поміщицьких земель. При цьому заборгованість приватного землеволодіння (величина визначається процентним відношенням заставленої землі до загальної площі приватних володінь) досягла 58 %. На 1 десятину видавалося 59-61 рублів іпотечного кредиту. До 1899 року 500 маєтків, із 63 602 десятинами землі перейшли у володіння недворянських станів. У 1895—1896 роках відбулося падіння цін на землю, але через 4 роки ціна піднялася на 19 %. Через утворений земством Селянський банк, у 1900 році селянам було продано понад 16 000 десятин землі, з них придбано від дворян — 8320 десятин, від купців -2503 десятин.
Понад 95 тисяч селян наймитувало в місцевих поміщицьких маєтках. Найгірші умови по забезпеченості були в Лохвицькому та Зіньківському повітах. Близько 60 тисяч селян щорічно виїздили на заробітки в Донбас, Катеринославську, Таврійську, Херсонську губернії. Через відносне аграрне перенаселення з 1906 по 1912 рік з Полтавської губернії до Сибіру і на Далекий Схід переселилося понад 32 тисяч селянських сімей (близько 200 тисяч осіб). У 1900 році налічувалося 4416 підприємств, на яких працювало близько 14 тисяч робітників. На початку 1917 року кількість підприємств збільшилася до 6182, а робітників — до 30,8 тисяч осіб. У селах широко розвивалися кустарні промисли, якими займалося 92 280 осіб.
У 1895 на Полтавщині діяло 232 лікарні, 61 аптека, у тому числі 19 сільських. У 721 початковій школі навчалося 59 396 дітей. У шкільних бібліотеках налічувалося 442 690 книг. У 1896 році діяло 2142 навчальні заклади (105 186 учнів). Письменних за переписом 1897 року в Полтавській губернії було 16 %, у тому числі у містах — 39,8 %. У 1910 році відповідно стало 26,2 % і 48,2 %.

## Полтавщина в 1917—1920 роках

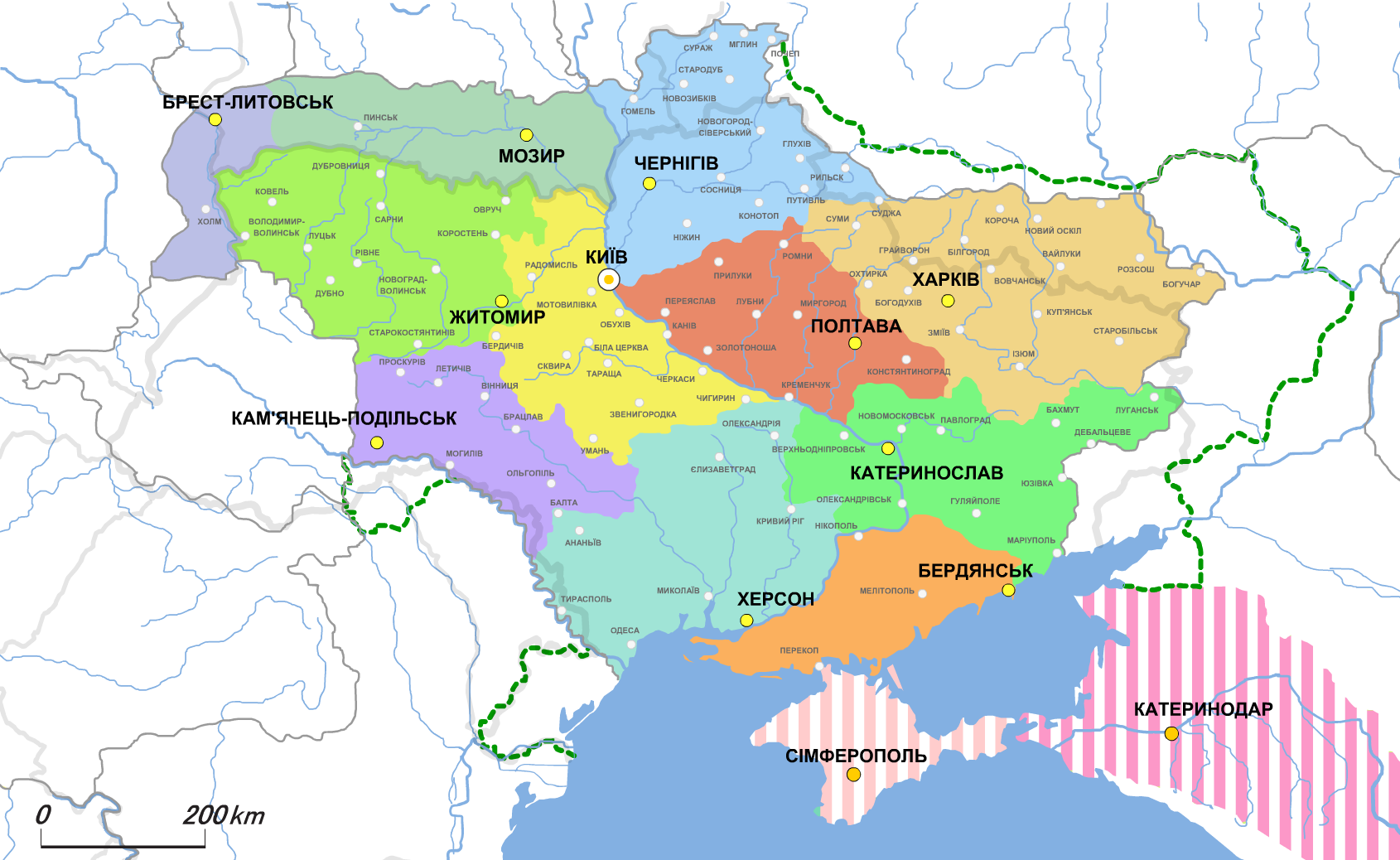
Адміністративно-територіальний устрій Української Держави
Полтавська губернія

Полтавщина дала дуже багато діячів УЦР, УНР і Армії УНР, переважно вихованців Полтавського кадетського корпусу, які за українською самосвідомістю значно вирізнялися від кадетів решти подібних тогочасних закладів. Вже влітку 1917 р. губернія ввійшла до складу автономної України в складі Росії під управлінням ГС УЦР, в листопаді 1917 р. — в УНР.
Губернським комісаром Полтавщини від УЦР і УНР у серпні 1917 — травні 1918 був Андрій Лівицький. 6(19) січня 1918 року м. Полтава було захоплене військами РСФСР на чолі з Муравйовим. У боях з воїнами УНР російські більшовики зайняли 21 січня (3 лютого) м. Бориспіль, 24 січня (6 лютого) — м. Кременчук, встановивши свою владу в усій губернії. Але в березні — на початку квітня 1918 року союзні війська УНР і Німеччини звільнили територію Полтавщини від російсько-більшовицької влади. Губернським комісаром від УНР став П. Кудрявцев. Губернськими старостами у період Української Держави були С. Іваненко і Д. Яновський. У січні 1919 року на території Полтавщини вдруге було встановлено радянську владу. У липні-серпні 1919 року війська білих росіян Денікіна витіснили радянські війська УСРР, проте в грудні 1919 року радянську владу було відновлено.

## У Радянській Україні
Декретами ВУЦВК від 8 липня і 30 липня 1920 року утворено Кременчуцьку губернію, до якої відійшли Золотоніський, Кременчуцький та Хорольський повіти (розформована в кінці 1922 року). Постановою ВУЦВК від 27 квітня 1921 року Переяславський повіт віднесено до Київської губернії.
Станом на 7 березня 1923 року загальна площа Полтавської губернії становила 4 126 703 кв. верст, 2 944 861 ж. Ділилася губернія на 14 повітів і 260 волостей. 7 березня 1923 року поділ на повіти і волості було скасовано. Замість них створено 7 округ (Золотоніська, Красноградська, Кременчуцька, Лубенська, Полтавська, Прилуцька і Роменська) і 89 районів у складі округ.
На 1 жовтня 1923 року в губернії налічувалося 32 комуни, 212 с.-г. артілей, 70 ТСОЗів, 130 радгоспів, 39 агробаз і дослідних станцій, 19 радгоспів при агротехнікумах та агрошколах, 643 984 індивідуальних селянських господарств. Діяло 17135 різних підприємств, у тому числі близько 12 тис. вітряків, 106 державних, 271 кооперативне підприємство. На 1 грудня 1924 року в Полтавській губернії було 86 районів, 1045 сільрад, 8146 нас. пунктів, у яких налічувалося 648 401 господарство.
3 червня 1925 року з переходом на триступеневу систему управління Полтавська губернія ліквідована.

## Керівники губернії

### Губернатори
| Ім'я                                    | Період перебування на посаді |
| --------------------------------------- | ---------------------------- |
| Сонцов Олександр Борисович              | 08.10.1801—22.04.1805        |
| Муханов Олександр Ілліч                 | 06.05.1805—17.03.1806        |
| Брусилов Микола Іванович                | 17.03.1806—10.03.1808        |
| Козачковський Олексій Федорович         | 17.03.1808—17.05.1810        |
| Бравін Михайло Іванович                 | 17.09.1810—22.10.1812        |
| Тутолмін Павло Васильович               | 18.11.1812—22.04.1828        |
| Могилевський Павло Іванович             | 08.06.1828—22.08.1840        |
| Аверкієв Олександр Єгорович             | 09.09.1840—14.10.1843        |
| Селецький Михайло Васильович (в. о.)    | 14.10.1843—08.03.1845        |
| Ознобішин Микола Ілліч                  | 08.03.1845—13.08.1853        |
| Волков Олександр Павлович               | 01.09.1853—01.01.1866        |
| Мартинов Михайло Олексійович            | 01.01.1866—09.08.1878        |
| Богданович Олександр Васильович (в. о.) | 09.08.1878—12.10.1878        |
| Більбасов Петро Олексійович             | 12.10.1878—11.08.1883        |
| Янковський Євген Осипович               | 24.08.1883—25.02.1889        |
| Косаговський Павло Павлович             | 25.02.1889—19.12.1891        |
| Голіцин Володимир Михайлович            | 23.12.1891—06.02.1892        |
| Жуков Василь Розумникович (в. о.)       | 19.12.1891—03.03.1892        |
| Татищев Олексій Микитович               | 06.02.1892—21.02.1896        |
| Бельгард Олександр Карлович             | 09.03.1896—28.04.1902        |
| Урусов Микола Петрович                  | 28.04.1902—17.06.1906        |
| Князєв Володимир Валеріанович           | 17.06.1906—04.10.1908        |
| Муравйов Микола Леонідович              | 04.10.1908—12.02.1913        |
| Багговут Олександр Карлович             | 12.02.1913—1915              |
| Моллов Русчу Георгійович                | 1915—1917                    |

### Губернські маршалки шляхти
| П. І. Б.                   | Термін                |
| -------------------------- | --------------------- |
| Василь Чарниш              | 1802—1803             |
| Семен Кочубей              | 1803—1805             |
| Михайло Милорадович        | 1805—1808             |
| Василь Чарниш (удруге)     | 1808—1811             |
| Дмитро Трощинський         | 1811—1814             |
| Олексій Данилевський       | 1814—1817             |
| Василь Чарниш (утретє)     | 1817—1820             |
| Василь Капніст             | 1820—1824             |
| Степан Левенець            | 1824—1826             |
| Дмитро Білуха-Кохановський | 25.09.1826—27.09.1829 |
| Іван Капніст               | 27.09.1829—03.04.1842 |
| Олександр Попов            | 03.04.1842—10.11.1844 |
| Євген Бразоль              | 20.11.1844—28.09.1846 |
| Марк Мосолов               | 1846—1847             |
| Іван Скоропадський         | 12.11.1847—29.10.1853 |
| Лев Кочубей                | 29.10.1853—27.10.1859 |
| Семен Кованько             | 10.11.1859—22.10.1865 |
| Микола Долгоруков          | 12.11.1865—26.09.1871 |
| Олександр Мандерштерн      | 20.10.1871—10.11.1880 |
| Прокопій Устимович         | 10.11.1880—23.11.1883 |
| Олександр Мещерський       | 23.11.1883—29.09.1889 |
| Борис Мещерський           | 19.10.1889—20.12.1891 |
| Сергій Бразоль             | 15.10.1892—27.09.1907 |
| Микола Щербатов            | 27.09.1907—1913       |
| Михайло Герценвиц          | 1913—1917             |

### Голови губернського революційного комітету і губернського виконавчого комітету
- Алексєєв Микита Олексійович (01.1918—.03.1918)
- Заливчий Андрій Іванович (.03.1918)
- Вагранська Антоніна Іллівна (.03.1918)
- Алексєєв Микита Олексійович (3.12.1919—.12.1919)
- Дробніс Яків Наумович (.12.1919—28.04.1920)
- Покорний Григорій Михайлович (28.04.1920—28.05.1920)
- Шумський Олександр Якович (28.05.1920—18.06.1920)
- Порайко Василь Іванович (18.06.1920—.06.1921)
- Шамрай (1921)
- Сербиченко Олександр Калістратович (1921—.12.1921)
- Дробніс Яків Наумович (.12.1921—.08.1922)
- Лихоманов Андрій Матвійович (.08.1922—26.09.1922)
- Сербиченко Олександр Калістратович (26.09.1922—.08.1924)
- Лісовик Олександр Григорович (.09.1924—.09.1925)

### Голови губернського комітетуКП(б)У
- Вагранська Антоніна Іллівна (1917—1918)
- Слинько Петро Федорович (1918)
- Логинов Федір Савелійович (1918—1919)
- Дробніс Яків Наумович (20.12.1919—.01.1920)
- Миронов Юхим Григорович (.01.1920—.01.1920)
- Муравник Яків Матвійович (21.01.1920—.02.1920)
- Дробніс Яків Наумович (.02.1920—.04.1920)
- Буценко Панас Іванович (.04.1920—.05.1920)
- Скрипник Микола Олексійович (.05.1920—20.05.1920)
- Марченко К. в. о. (20.05.1920—28.05.1920)
- Шумський Олександр Якович (28.05.1920—18.06.1920)
- Порайко Василь Іванович (18.06.1920—.11.1920)
- Чернявський Володимир Ілліч (.11.1920—.12.1920)

### Відповідальні секретарі губернського комітетуКП(б)У
- Марченко К. (.12.1920—.12.1920)
- Снєгов Олексій Володимирович (.12.1920—.02.1921)
- Чернявський Володимир Ілліч (.02.1921—1921)
- Тарногродський Микола Павлович (.07.1921—.07.1922)
- Самохвалов Олександр Степанович (.07.1922—13.11.1922)
- Попов Микола Степанович в.о. (13.11.1922—16.11.1922)
- Магідов Борис Йосипович (16.11.1922—8.05.1924)
- Булат Гурген Осипович (8.05.1924—.06.1924)
- Жуковський Йосип Гаврилович (.06.1924—.04.1925)
- Ракітов Григорій Давидович (.04.1925—.08.1925)

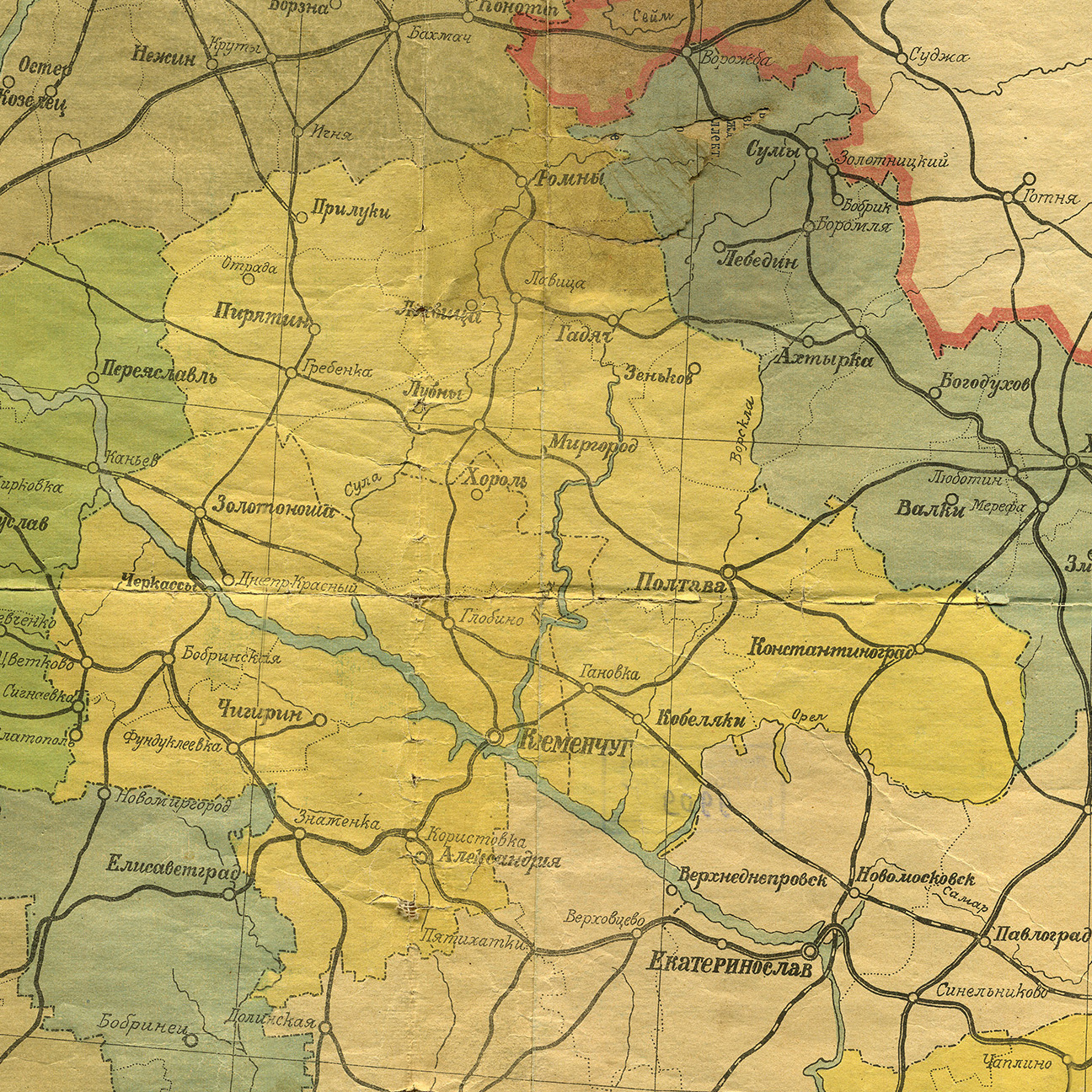
Карта Полтавської губернії, 1921
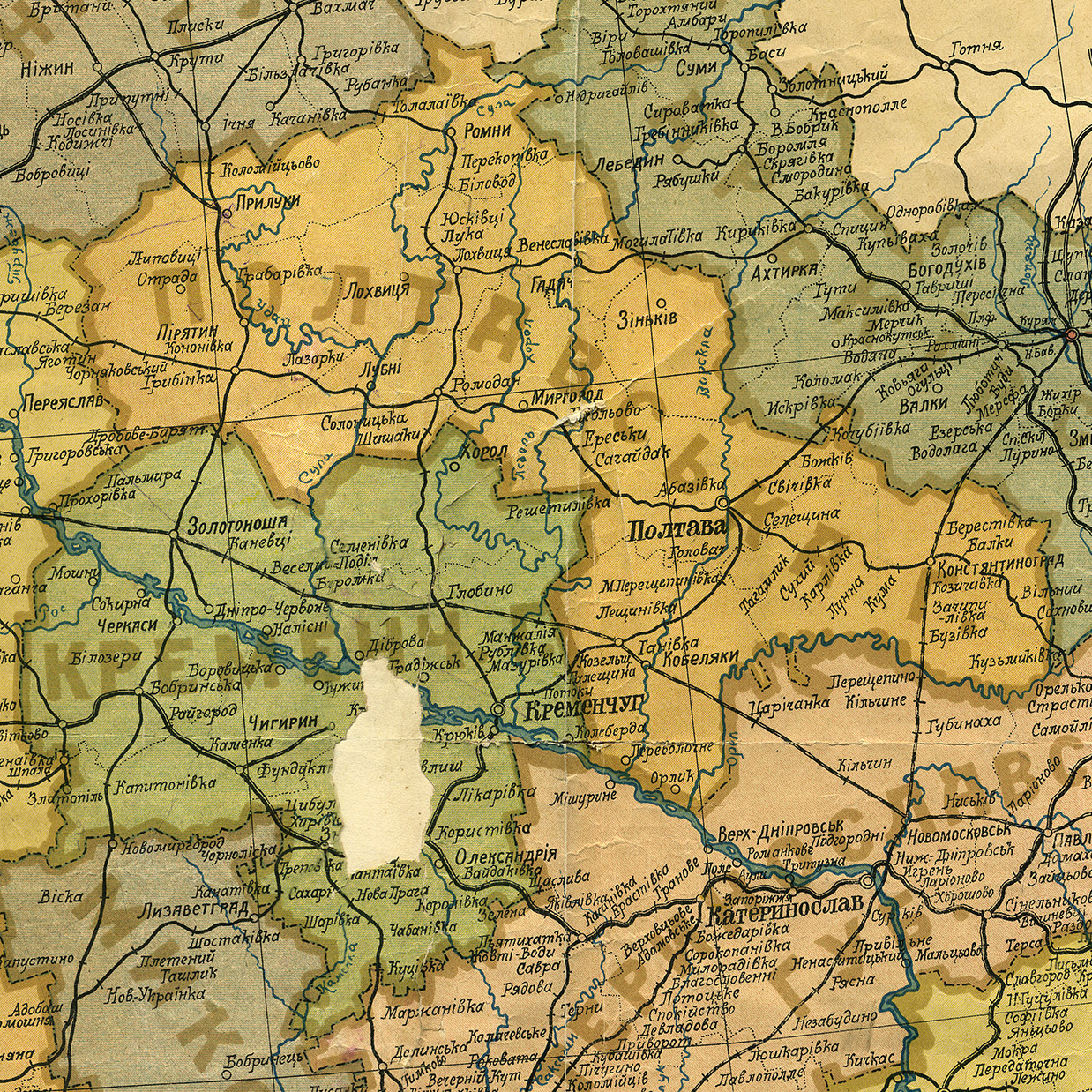
Карта Полтавської губернії, 1922
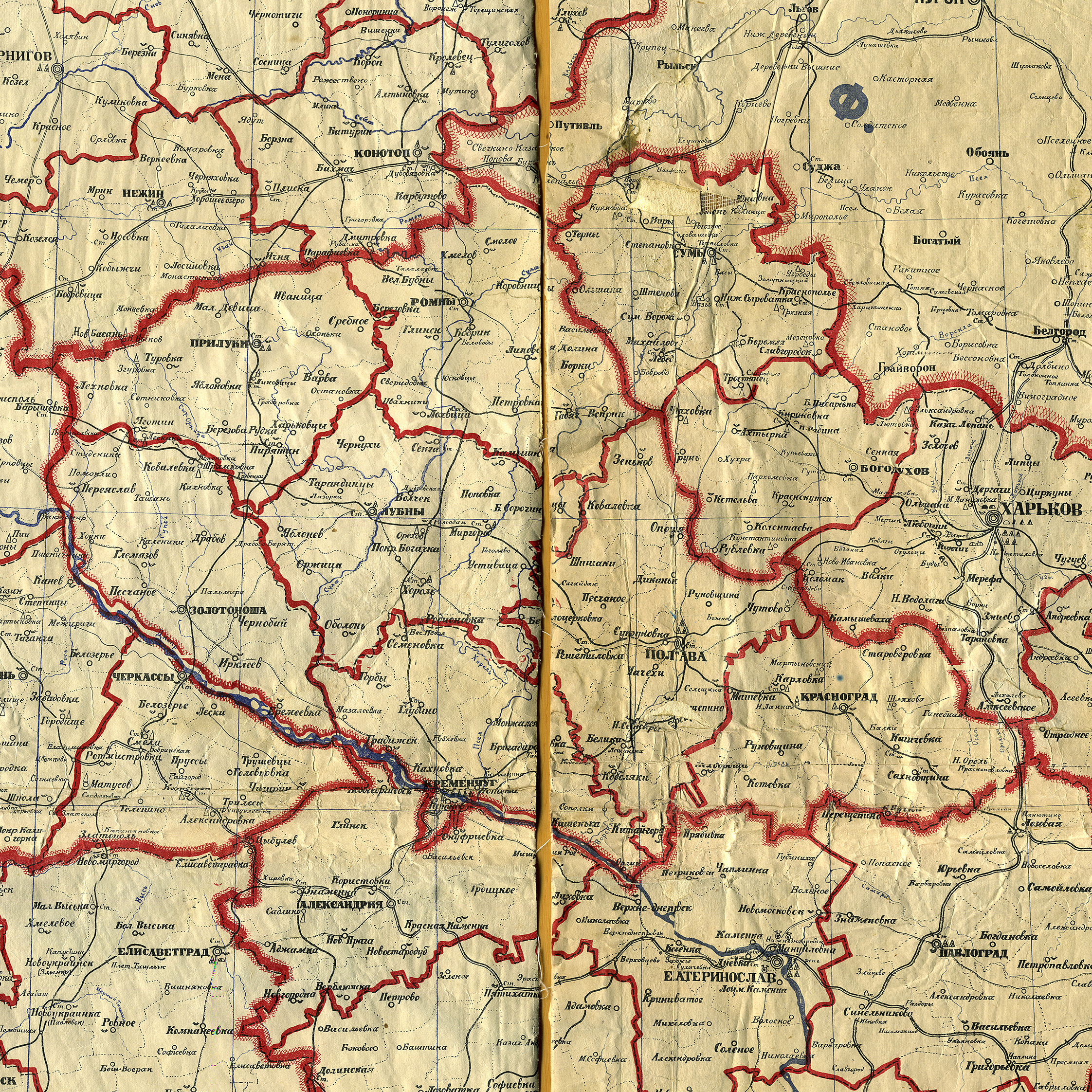
Карта Полтавської губернії, 1923
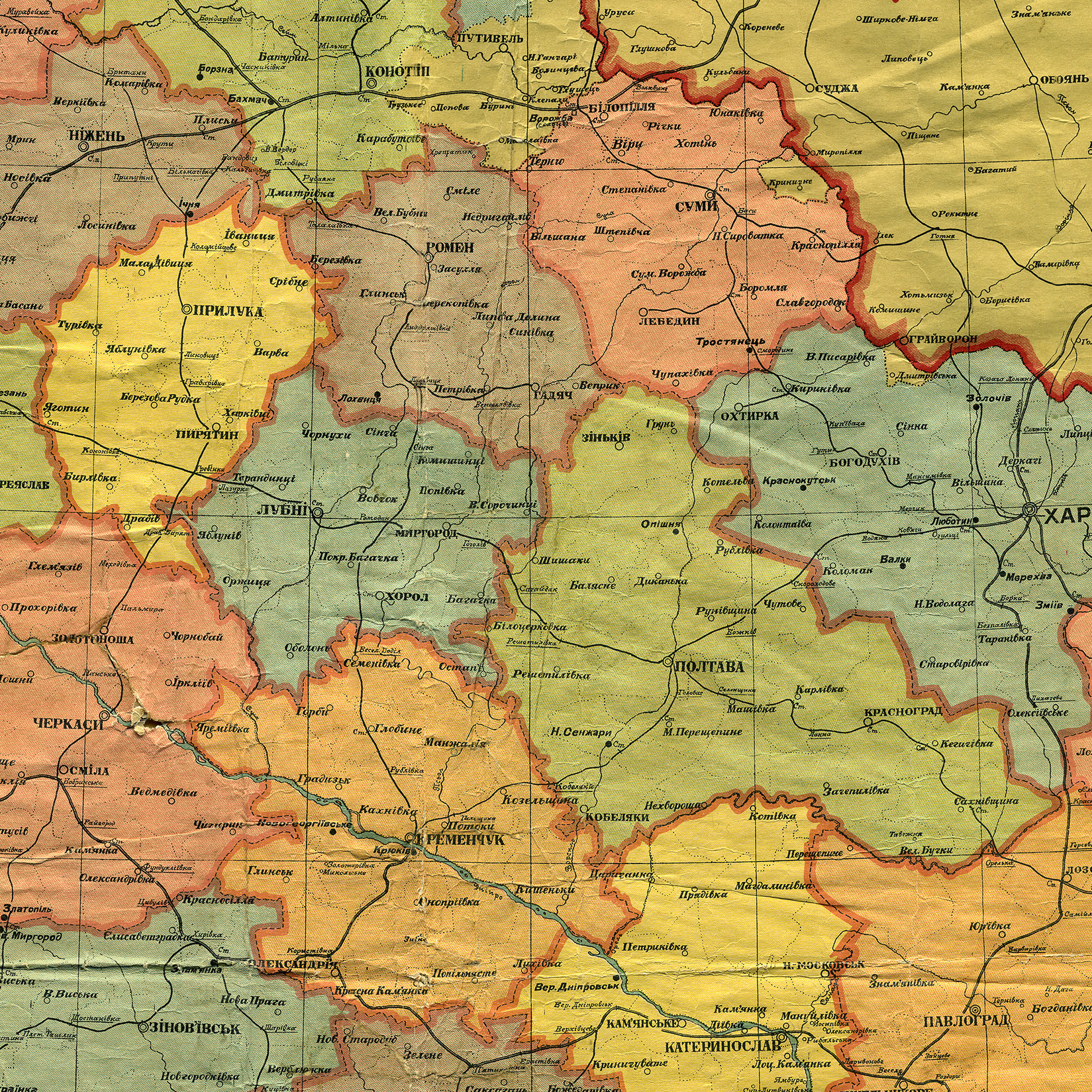
Карта території колишньої Полтавської губернії, адміністративні межі станом на 1 жовтня 1925
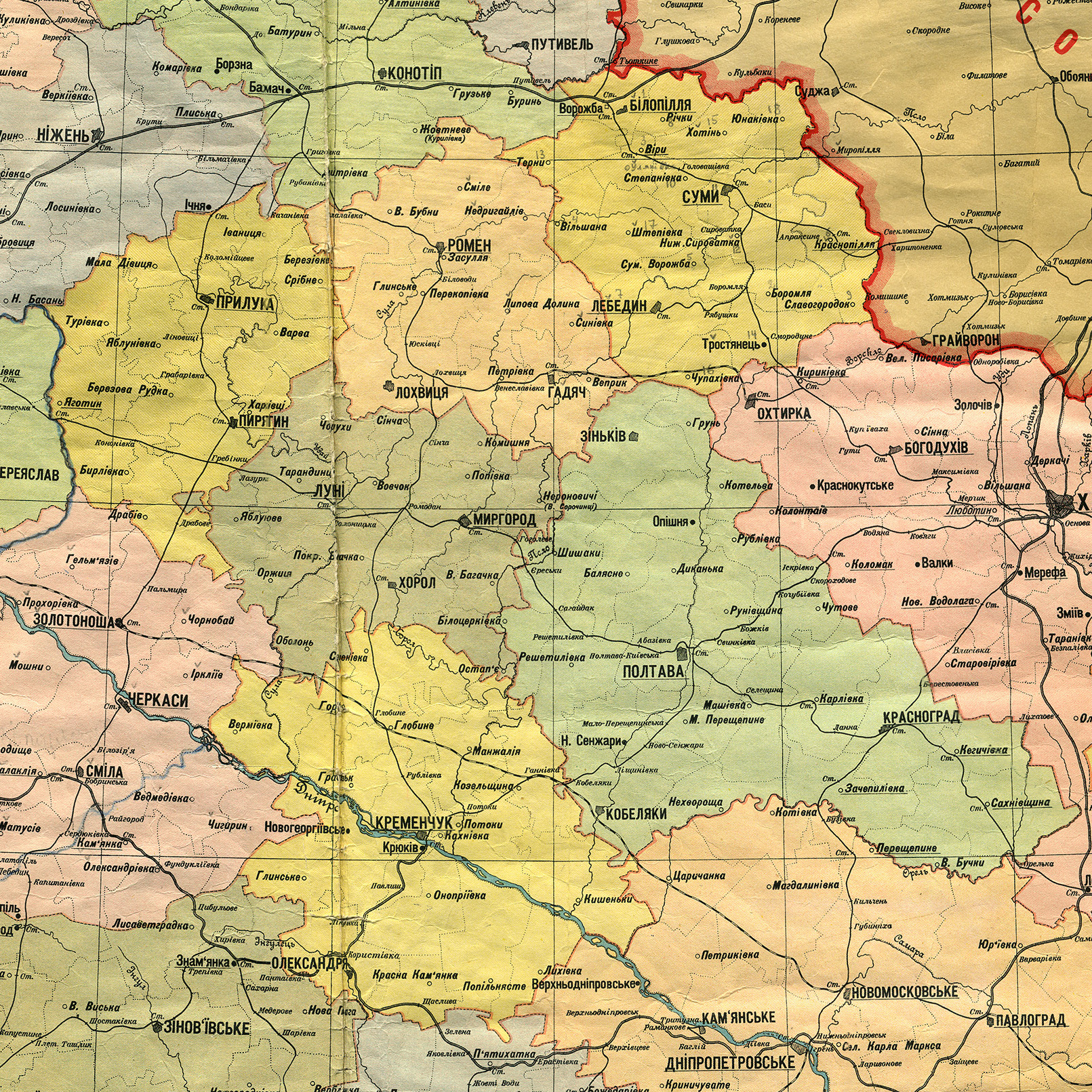
Карта території колишньої Полтавської губернії, адміністративні межі станом на 1 березня 1927

## Населення

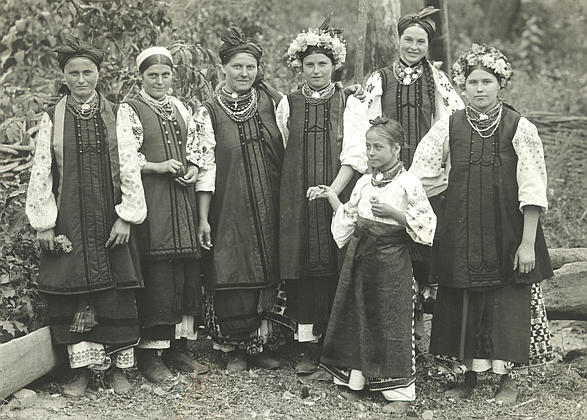
Дівчата і одружені жінки Полтавської губернії у святковому вбранні. Кінець XIX — початок XX століття

Етнічний склад населення за переписом 1897:
|          | кількість ос. | %     |
| Українці | 2 583 133     | 92.98 |
| Євреї    | 110 352       | 3.97  |
| Росіяни  | 72 941        | 2.63  |
| Німці    | 4579          | 0.16  |
| Поляки   | 3891          | 0.14  |
| Білоруси | 1344          | 0.05  |

Конфесійний склад населення за переписом 1897:
|               | кількість ос. | %     |
| Православні   | 2 654 645     | 95.55 |
| Юдеї          | 110 944       | 3.99  |
| Римо-католики | 6065          | 0.22  |
| Протестанти   | 3165          | 0.11  |
| Старообрядці  | 2407          | 0.09  |
| Мусульмани    | 640           | 0.02  |

| Розподіл населення в містах губернії за мовою (перепис 1897 року) | Розподіл населення в містах губернії за мовою (перепис 1897 року) | Розподіл населення в містах губернії за мовою (перепис 1897 року) | Розподіл населення в містах губернії за мовою (перепис 1897 року) | Розподіл населення в містах губернії за мовою (перепис 1897 року) | Розподіл населення в містах губернії за мовою (перепис 1897 року) | Розподіл населення в містах губернії за мовою (перепис 1897 року) |
| Місто                                                             | Українська                                                        | Російська                                                         | Їдиш                                                              | Польська                                                          | Німецька                                                          | Інша                                                              |
| ----------------------------------------------------------------- | ----------------------------------------------------------------- | ----------------------------------------------------------------- | ----------------------------------------------------------------- | ----------------------------------------------------------------- | ----------------------------------------------------------------- | ----------------------------------------------------------------- |
| Полтава                                                           | 56.0 %                                                            | 20.5 %                                                            | 19.9 %                                                            | 2.0 %                                                             | 0.6 %                                                             | 1.0 %                                                             |
| Гадяч                                                             | 72.9 %                                                            | 2.6 %                                                             | 24.0 %                                                            | 0.3 %                                                             |                                                                   | 0.5 %                                                             |
| Зіньків                                                           | 85.8 %                                                            | 1.8 %                                                             | 12.1 %                                                            | 0.3 %                                                             |                                                                   |                                                                   |
| Золотоноша                                                        | 59.9 %                                                            | 7.6 %                                                             | 31.6 %                                                            | 0.7 %                                                             |                                                                   | 0.2 %                                                             |
| Кобеляки                                                          | 73.5 %                                                            | 5.4 %                                                             | 20.2 %                                                            | 0.4 %                                                             | 0.1 %                                                             | 0.4 %                                                             |
| Костянтиноград                                                    | 71.9 %                                                            | 8.9 %                                                             | 17.0 %                                                            |                                                                   | 1.6 %                                                             | 0.6 %                                                             |
| Кременчук                                                         | 30.1 %                                                            | 19.3 %                                                            | 46.9 %                                                            | 1.7 %                                                             | 0.7 %                                                             | 0.2 %                                                             |
| Градизьк                                                          | 87.5 %                                                            | 0.5 %                                                             | 11.7 %                                                            |                                                                   |                                                                   | 0.3 %                                                             |
| Лохвиця                                                           | 68.1 %                                                            | 3.7 %                                                             | 27.7 %                                                            | 0.3 %                                                             |                                                                   | 0.2 %                                                             |
| Лубни                                                             | 59.2 %                                                            | 9.5 %                                                             | 29.7 %                                                            | 0.7 %                                                             | 0.5 %                                                             | 0.4 %                                                             |
| Миргород                                                          | 82.6 %                                                            | 4.3 %                                                             | 12.4 %                                                            |                                                                   |                                                                   | 0.7 %                                                             |
| Переяслав                                                         | 57.1 %                                                            | 3.2 %                                                             | 39.3 %                                                            | 0.2 %                                                             |                                                                   | 0.2 %                                                             |
| Пирятин                                                           | 55.6 %                                                            | 3.6 %                                                             | 39.8 %                                                            | 0.3 %                                                             | 0.3 %                                                             | 0.4 %                                                             |
| Прилуки                                                           | 63.9 %                                                            | 4.4 %                                                             | 30.9 %                                                            | 0.2 %                                                             | 0.2 %                                                             | 0.1 %                                                             |
| Ромни                                                             | 61.6 %                                                            | 8.6 %                                                             | 28.2 %                                                            | 1.0 %                                                             | 0.3 %                                                             | 0.3 %                                                             |
| Глинськ                                                           | 90.9 %                                                            | 1.0 %                                                             | 7.7 %                                                             | 0.1 %                                                             | 0.2 %                                                             | 0.1 %                                                             |
| Хорол                                                             | 64.4 %                                                            | 7.2 %                                                             | 25.5 %                                                            | 2.4 %                                                             | 0.1 %                                                             | 0.4 %                                                             |
| По губернії                                                       | 57.1 %                                                            | 11.4 %                                                            | 29.3 %                                                            | 1.1 %                                                             | 0.4 %                                                             | 0.7 %                                                             |

На 1 січня 1907 року в Полтавський губернії налічувалось 3387.1 тис. душ населення при щільності 77,3 на 1 кв. версту (3 місце після Київської та Подільської губерній). Кількість грамотного населення на 100 душ - 16,9 (в містах - 39,8, в селах - 14,4). Але питома вага грамотного населення (не дивлячись на загальну відсталість від європейської частини імперії) була трохи вищою за норму - людей з вищою освітою 0,6% людей з середньою освітою - 5,1% (при середніх показниках 0,5% та 4,6% відповідно). 

## Персоналії
- Іванов Микола Кузьмич (1810—1880) — український оперний співак, тенор; співав у оперних театрах Італії, Франції, Швейцарії, Великої Британії.
- Симон Петлюра — Головний отаман військ УНР (з листопада 1918 р.), голова Директорії УНР (13 лютого 1919 р. — 10 листопада 1920 р.).
- Крицький Павло Митрофанович — Полковник Армії УНР. Засновник української аеророзвідки.
- Гончаренко Аверкій Матвійович — сотник Армії УНР, старшина штабу 30-го полку дивізії СС «Галичина».
- Олександр Доценко — підполковник Армії УНР.[9]
- Падалка Лев Васильович — український статистик, історик, археолог, етнограф, краєзнавець, громадський діяч.
- Володимиров Леонід Євстахійович — український вчений-правознавець, доктор кримінального права, професор.
- Максимейко Микола Олексійович — український вчений-історик права. Доктор права, професор, член-кореспондент Всеукраїнської Академії Наук.
- Лісовський Олексій Миколайович — український літературознавець, фольклорист.
- Шелудько Дмитро Ілліч — український дипломат, мовознавець, літературознавець, популяризатор української літератури у Болгарії.
- Непийпиво Василь Гнатович — народний художник УРСР.
- Дяченко Петро Гаврилович — український військовий діяч.
- Учасники Української революції 1917-1921 років, що народилися на Полтавщині

## Бібліотеки губернії
Міськи бібліотеки у повітових містах: Гадячі (1861), Миргороді, Переяславі, Ромнах, Хоролі, Костянтинограді, Прилуках (відкрита 1896 року, 392 читачі).
Приватні:
- Ю. Богоявленської,
- І Бойна-Родзевича,
- А. Войнової (Полтава),
- Д. Тартаковського (Кременчук),
- А. Штефан ,
- П. Мелешева (Лубни),
- Д. Кащенка (Прилуки),
- Ю. Хитровського (Кобеляки),
- Н. Пижової (Лохвиця).

Громадські:
- бібліотека з читальнею Лохвицького товариства сільських господарів (відкрита в 1887 році, добовий абонемент на читання журналів і книг — 5 коп., бібліотекар Марія Івченко)
- бібліотека з читальнею при Прилуцькому міскьму зібранні, заснована в 1882 році (містила 5870 книг, завідуючий — учитель Прилуцького міського народного училища К. Т. Щербина)
- Переяслівська, заснована 15.ІV. 1873 року (голова комісії Юх. Верещагін)
- Пирятинська ім. Пушкіна (завідувач М. К. Кальницька)
- Хорольська при Громадському зібранні, з 1884 р. (завідувач А. К. Саленко)
- Пирятинська, професійного товариства службовців, заснована 1907 р.

1911 року в 11 повітах Полтавської губернії діяло 215 бібліотек, зокрема 60 народних. Лише в 12 народних були книжки українською мовою (на першому місці «Кобзар» Т. Г. Шевченка з загльним книжковим фондом 280 од. зб.). За переписом 1897 року у Полтавський губернії на 100 осіб було 16,9 письменних (серед 34 губерній це 24 місце); на 100 українців — 14,5 письменних.